# Spiraea schlothauerae
Spiraea schlothauerae är en rosväxtart som beskrevs av V.N. Voroshilov och M.S. Ignatov. Spiraea schlothauerae ingår i släktet spireor, och familjen rosväxter. Inga underarter finns listade i Catalogue of Life.